# Formsteineinwand
Der Formstein-Einwand ist ein patentrechtlicher Einwand, der vom Bundesgerichtshof (BGH) in der wegweisenden Formstein-Entscheidung (BGHZ 98, 12, 18 f. – Formstein) zum Patentgesetz von 1981 entwickelt wurde. Der Formstein-Einwand kann nach deutschem Recht in Prozessen wegen Patent- oder Gebrauchsmusterverletzung vom Beklagten erhoben werden und führt zur Klageabweisung, wenn folgende Voraussetzungen erfüllt sind:
1. Zum einen darf das als patentverletzend angegriffene Produkt im Hinblick auf den Stand der Technik am Anmelde- bzw. Prioritätstag des Klagepatents oder -gebrauchsmusters nicht patentfähig sein, das heißt, es darf nicht erfinderisch gegenüber dem Stand der Technik sein.
2. Zum anderen darf das als patentverletzend angegriffene Produkt die Merkmale des Klagepatents nicht identisch, das heißt wortsinngemäß, verwirklichen. Bei einer identischen Verwirklichung sämtlicher Merkmale des Klagepatents würde die Verneinung einer Patentverletzung nämlich implizit die Patenterteilung in Frage stellen. Dies darf das angerufene Gericht nach deutschem Recht allerdings nicht, da das Gericht an die Patenterteilung als solche gebunden ist und den Rechtsbestand des Patents als gegeben zu akzeptieren hat. Zur Abwehr eines identisch umgesetzten Klagepatents ist es demnach erforderlich, die mangelnde Rechtsbeständigkeit des Patents in einem separaten Nichtigkeitsverfahren geltend zu machen.